# Putzar
Putzar é um município da Alemanha localizado no distrito de Ostvorpommern, estado de Mecklemburgo-Pomerânia Ocidental.
Pertence ao Amt de Anklam-Land.